# Joseph Lambot

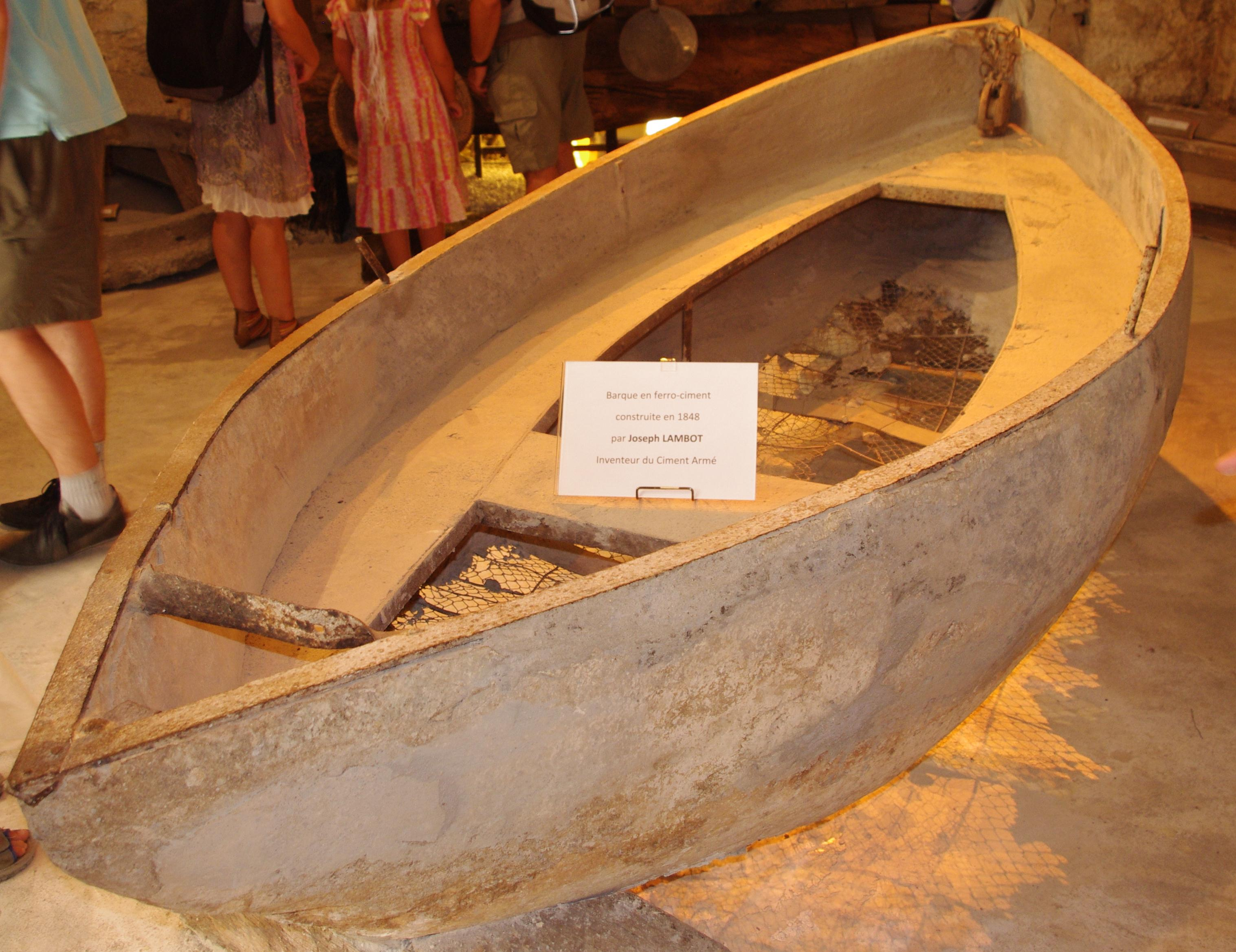
Lambot vasbeton csónakja

Joseph Lambot (Montfort-sur-Argens, 1814. május 22. – Brignoles, 1887. augusztus 2.) francia mérnök, a vasbeton feltalálója.

## Életrajza
Joseph Louis Lambot tanulmányait Brignolesben kezdte meg, majd Párizsban fejezte be. 1841-ben feleségül vette Lucette Latilt, majd Corrensben telepedett le családi birtokán, a Miraval udvarházban, ahol életét teljes egészében az agrár- és más hasznos találmányoknak szentelte. 1845-ben eleinte narancsládákat, polcokat, tartályokat stb. készített.
1848-ban készített egy vasbeton csónakot, melyet a Besse-sur-Issole taván ki is próbált. Az eredeti prototípust a Brignoles múzeum őrzi. Ezt a csónakot 1855. január 30-án szabadalmaztatta és 1855-ben bemutatták Párizsban a Világkiállításon is. Szabadalmát a Marseille-i prefektúra 1855. január 15-én iktatta be, mint "Egy újtalálmányt a faanyag pótlására hajó, illetve csónakgyártásra, mely a faanyaggal szemben ellenáll a nedvességnek, a fából készült padlóknál és víztartályoknál. Ez az új helyettesítő anyag drótháló és cement keveréke". Joseph Lambot ezen új anyagának neve "Ferciment" lett.
Joseph Lambot-nak két vasbeton csónakja maradt fenn. Az egyik a Brignoles-i múzeumban, a másik Párizsban volt kiállítva, ez jelenleg kölcsönben van, a douarnenez-i múzeum kikötőjében látható.
1970-ben az Egyesült Államokban tartották meg az első Beton-kenu versenyt. Azóta közel 200 amerikai egyetem vesz rajt részt évente, és ezt a fajta versenyt számos országban, például Franciaországban is megrendezik, 2000 óta pedig Kanada, Németország, Japán és Dél-afrikai Köztársaság is.